# Kristiansund Ballklubb 2017
Questa voce raccoglie le informazioni riguardanti il Kristiansund Ballklubb nelle competizioni ufficiali della stagione 2017.

## Stagione
A seguito del 1º posto nella 1. divisjon 2016 ed alla conseguente promozione, il Kristiansund è stato chiamato ad affrontare la prima stagione in Eliteserien della sua storia. Il 19 dicembre è stato compilato il calendario del nuovo campionato, che alla 1ª giornata avrebbe visto la squadra ospitare il Molde, nel weekend dell'1-3 aprile 2016.
Il 7 aprile è stato sorteggiato il primo turno del Norgesmesterskapet 2017: il Kristiansund avrebbe fatto visita al Brattvåg. La squadra ha superato questo ostacolo ed anche Verdal, Ranheim e Florø nei turni successivi, prima di arrendersi al Molde.
Il Kristiansund ha chiuso l'annata al 7º posto finale.

## Maglie e sponsor
Lo sponsor tecnico per la stagione 2017 è stato Umbro, mentre lo sponsor ufficiale è stato Sparebank 1 Nordvest. La divisa casalinga era composta da una maglietta blu scuro con inserti bianchi, con pantaloncini e calzettoni blu scuro. Quella da trasferta prevedeva una divisa totalmente rossa, con inserti bianchi.
| Casa | Trasferta |

## Rosa
| N. |                           | Ruolo | Calciatore           |
| -- | ------------------------- | ----- | -------------------- |
| 1  | Irlanda (bandiera)        | P     | Sean McDermott       |
| 2  | Norvegia (bandiera)       | D     | Joakim Bjerkås       |
| 3  | Norvegia (bandiera)       | D     | Christoffer Aasbak   |
| 4  | Nigeria (bandiera)        | C     | Thompson Ekpe        |
| 5  | Norvegia (bandiera)       | D     | Dan Peter Ulvestad   |
| 6  | Norvegia (bandiera)       | A     | Tor Erik Torske      |
| 7  | Norvegia (bandiera)       | C     | Torgil Øwre Gjertsen |
| 7  | Norvegia (bandiera)       | A     | Rocky Lekaj          |
| 8  | Norvegia (bandiera)       | C     | Pål Erik Ulvestad    |
| 9  | Svezia (bandiera)         | C     | Liridon Kalludra     |
| 10 | Norvegia (bandiera)       | C     | Sverre Økland        |
| 11 | Costa d'Avorio (bandiera) | A     | Daouda Bamba         |
| 12 | Senegal (bandiera)        | C     | Amidou Diop          |
| 13 | Croazia (bandiera)        | P     | Ante Knezović        |
| 15 | Norvegia (bandiera)       | D     | Erlend Sivertsen     |
| 16 | Norvegia (bandiera)       | A     | Jonas Rønningen      |

| N. |                     | Ruolo | Calciatore          |
| -- | ------------------- | ----- | ------------------- |
| 17 | Senegal (bandiera)  | D     | Aliou Coly          |
| 18 | Norvegia (bandiera) | A     | Jean Alassane Mendy |
| 19 | Norvegia (bandiera) | C     | Andreas Hopmark     |
| 20 | Norvegia (bandiera) | A     | Benjamin Stokke     |
| 21 | Norvegia (bandiera) | C     | Andreas Rødsand     |
| 22 | Norvegia (bandiera) | C     | Olav Øby            |
| 22 | Norvegia (bandiera) | C     | Kamer Qaka          |
| 23 | Svezia (bandiera)   | P     | Conny Månsson       |
| 24 | Norvegia (bandiera) | D     | Sondre Sørli        |
| 25 | Norvegia (bandiera) | D     | Henrik Gjesdal      |
| 27 | Estonia (bandiera)  | D     | Nikita Baranov      |
| 34 | Norvegia (bandiera) | C     | Sigur Koksvik       |
| 36 | Norvegia (bandiera) | C     | Magne Hoseth        |
| 48 | Norvegia (bandiera) | A     | Ådne Bruseth        |
| 49 | Norvegia (bandiera) | C     | Olav Nerland        |
| 50 | Norvegia (bandiera) | A     | Jesper Isaksen      |

## Calciomercato

### Sessione invernale(dal 01/01 al 31/03)
| Arrivi | Arrivi             | Arrivi | Arrivi     |
| R.     | Nome               | da     | Modalità   |
| ------ | ------------------ | ------ | ---------- |
| P      | Ante Knezović      |        | svincolato |
| P      | Sean McDermott     |        | svincolato |
| D      | Christoffer Aasbak |        | svincolato |
| D      | Nikita Baranov     |        | svincolato |
| D      | Henrik Gjesdal     |        | svincolato |
| A      | Benjamin Stokke    |        | svincolato |

| Partenze | Partenze           | Partenze   | Partenze      |
| R.       | Nome               | a          | Modalità      |
| -------- | ------------------ | ---------- | ------------- |
| P        | Roger Berntzen     |            | svincolato    |
| P        | Alexander Hovdevik |            | svincolato    |
| P        | Serigne Mor Mbaye  |            | svincolato    |
| D        | Victor Grodås      | Sogndal    | fine prestito |
| D        | Espen Næss Lund    |            | svincolato    |
| C        | Andreas Rødsand    | Nest-Sotra | prestito      |

### Tra le due sessioni
| Arrivi | Arrivi | Arrivi | Arrivi   |
| R.     | Nome   | da     | Modalità |
| ------ | ------ | ------ | -------- |

| Partenze | Partenze   | Partenze | Partenze   |
| R.       | Nome       | a        | Modalità   |
| -------- | ---------- | -------- | ---------- |
| C        | Kamer Qaka |          | svincolato |

### Sessione estiva(dal 20/07 al 16/08)
| Arrivi | Arrivi               | Arrivi       | Arrivi        |
| R.     | Nome                 | da           | Modalità      |
| ------ | -------------------- | ------------ | ------------- |
| C      | Amidou Diop          | Molde        | definitivo    |
| C      | Magne Hoseth         |              | svincolato    |
| C      | Olav Øby             | Sarpsborg 08 | prestito      |
| C      | Torgil Øwre Gjertsen | Ranheim      | definitivo    |
| C      | Andreas Rødsand      | Nest-Sotra   | fine prestito |

| Partenze | Partenze      | Partenze        | Partenze      |
| R.       | Nome          | a               | Modalità      |
| -------- | ------------- | --------------- | ------------- |
| C        | Thompson Ekpe | Molde           | fine prestito |
| C        | Sigur Koksvik | Stjørdals-Blink | definitivo    |
| A        | Rocky Lekaj   | Fredrikstad     | definitivo    |

## Risultati

### Eliteserien

#### Girone di andata
| Arbitro: | Hagen (Grue) |

|  |           |             |
|  | Marcatori | 51’ Brustad |

| Arbitro: | Lundby (Bøverbru) |

|                         |           |  |
| Occéan 22’ Grøgaard 60’ | Marcatori |  |

| Arbitro: | Moen (Haugesund) |

|                   |           |  |
| Økland 72’ (rig.) | Marcatori |  |

| Arbitro: | Steen (Bergen) |

|                                 |           |  |
| Kastrati 67’ (rig.) Sødlund 78’ | Marcatori |  |

| Arbitro: | Lundby (Bøverbru) |

|                                                                 |           |                      |
| Mortensen 14’ Lindberg 33’ Lund Nielsen 63’, 76’ Fejzullahu 83’ | Marcatori | 46’ (aut.) Jørgensen |

| Arbitro: | Eskås (Oslo) |

|                     |           |  |
| Mendy 66’ Bamba 83’ | Marcatori |  |

| Arbitro: | Hafsås (Trondheim) |

|                 |           |            |
| Lehne Olsen 11’ | Marcatori | 40’ Stokke |

| Arbitro: | Hagenes (Flaktveit) |

|               |           |          |
| Rønningen 65’ | Marcatori | 84’ Rafn |

| Arbitro: | Hansen (Feda) |

|               |           |  |
| Lundström 53’ | Marcatori |  |

| Arbitro: | Døvle (Larvik) |

|                                |           |                                             |
| Stokke 46’ Sørli 60’ Mendy 85’ | Marcatori | 51’ (aut.) McDermott 62’ (aut.) D. Ulvestad |

| Arbitro: | Hafsås (Trondheim) |

|           |           |             |
| Mendy 36’ | Marcatori | 58’ Schulze |

| Arbitro: | Hagenes (Flaktveit) |

|                                |           |           |
| Appiah 55’ (rig.) Pedersen 90’ | Marcatori | 62’ Mendy |

| Arbitro: | Skjerven (Kaupanger) |

|            |           |              |
| Stokke 60’ | Marcatori | 22’ Veldwijk |

| Arbitro: | Hafsås (Trondheim) |

|            |           |                                |
| Nimely 55’ | Marcatori | 14’ Mendy 63’, 67’, 79’ Stokke |

| Arbitro: | Skjerven (Kaupanger) |

|                          |           |                                             |
| Mendy 55’, 61’ Sørli 83’ | Marcatori | 30’ Vilhjálmsson 44’ Konradsen 90’ Bendtner |

#### Girone di ritorno
| Arbitro: | Døvle (Larvik) |

|                                                                  |           |                        |
| Ulland Andersen 6’ D. Ulvestad 15’ (aut.) Pedersen 17’ Nguen 35’ | Marcatori | 62’ Kalludra 63’ Bamba |

| Arbitro: | Hafsås (Trondheim) |

|            |           |           |
| Aasbak 28’ | Marcatori | 55’ Zahid |

| Arbitro: | Moen (Haugesund) |

|                                                   |           |           |
| Helland 13’ Bendtner 39’ (rig.), 75’ Jevtović 76’ | Marcatori | 58’ Bamba |

| Arbitro: | Saggi (Drammen) |

|                         |           |                          |
| Rønningen 35’ Mendy 90’ | Marcatori | 61’ Mortensen 80’ Diatta |

| Arbitro: | Kjensli (Oslo) |

|                                |           |  |
| Koomson 15’ (rig.) Nwakali 76’ | Marcatori |  |

| Arbitro: | Hagen (Grue) |

|                                            |           |                  |
| Stokke 8’, 45’ Mendy 36’ Øwre Gjertsen 48’ | Marcatori | 90’ Ingebrigtsen |

| Lillestrøm 17 settembre 2017, ore 18:00 22ª giornata | Lillestrøm      | 0 – 0 referto | Kristiansund BK | Åråsen Stadion (4.569 spett.)\| Arbitro: \| Saggi (Drammen) \| |
| Arbitro:                                             | Saggi (Drammen) |               |                 |                                                                |

| Arbitro: | Smehus Kringstad (Oslo) |

|                   |           |  |
| Øwre Gjertsen 14’ | Marcatori |  |

| Arbitro: | Lundby (Bøverbru) |

|  |           |                                       |
|  | Marcatori | 4’, 66’ Stokke 44’, 70’ Øwre Gjertsen |

| Arbitro: | Hagenes (Flaktveit) |

|  |           |                        |
|  | Marcatori | 15’ Ryerson 62’ Haugen |

| Arbitro: | Hafsås (Trondheim) |

|          |           |                   |
| Hoff 90’ | Marcatori | 86’ Øwre Gjertsen |

| Arbitro: | Lundby (Bøverbru) |

|                             |           |                    |
| Bamba 20’ Øwre Gjertsen 46’ | Marcatori | 3’ Haugen 89’ Ruud |

| Arbitro: | Hobber Nilsen (Oslo) |

|  |           |           |
|  | Marcatori | 70’ Bamba |

| Arbitro: | Eskås (Oslo) |

|                                        |           |                       |
| Bamba 10’ Øwre Gjertsen 30’ Økland 72’ | Marcatori | 36’ Kastrati 70’ Kane |

| Arbitro: | Hagenes (Flaktveit) |

|                  |           |                                       |
| Gytkjær 32’, 45’ | Marcatori | 19’ Sørli 51’ Øwre Gjertsen 67’ Bamba |

### Norgesmesterskapet
| Arbitro: | Følstad Skarsem (Trondheim) |

|  |           |                                   |
|  | Marcatori | 47’ Lekaj 80’ Rønningen 90’ Mendy |

| Arbitro: | Borgersen (Oslo) |

|  |           |                                               |
|  | Marcatori | 4’ Lekaj 68’ Stokke 75’ Rønningen 87’ Hopmark |

| Arbitro: | Jonsson Trædal (Oslo) |

|  |           |                     |
|  | Marcatori | 49’ Mendy 52’ Bamba |

| Arbitro: | Smehus Kringstad (Oslo) |

|              |           |  |
| Kalludra 52’ | Marcatori |  |

| Arbitro: | Hobber Nilsen (Oslo) |

|                                     |           |           |
| Braut Håland 75’ Baranov 78’ (aut.) | Marcatori | 8’ Stokke |

## Statistiche

### Statistiche di squadra
| Competizione       | Punti | In casa | In casa | In casa | In casa | In casa | In casa | In trasferta | In trasferta | In trasferta | In trasferta | In trasferta | In trasferta | Totale | Totale | Totale | Totale | Totale | Totale | DR |
| Competizione       | Punti | G       | V       | N       | P       | Gf      | Gs      | G            | V            | N            | P            | Gf           | Gs           | G      | V      | N      | P      | Gf     | Gs     | DR |
| ------------------ | ----- | ------- | ------- | ------- | ------- | ------- | ------- | ------------ | ------------ | ------------ | ------------ | ------------ | ------------ | ------ | ------ | ------ | ------ | ------ | ------ | -- |
| Eliteserien        | 40    | 15      | 6       | 7       | 2       | 25      | 19      | 15           | 4            | 3            | 8            | 19           | 27           | 30     | 10     | 10     | 10     | 44     | 46     | -2 |
| Norgesmesterskapet | -     | 1       | 1       | 0       | 0       | 1       | 0       | 4            | 3            | 0            | 1            | 10           | 2            | 5      | 4      | 0      | 1      | 11     | 2      | +9 |
| Totale             | -     | 16      | 7       | 7       | 2       | 26      | 19      | 19           | 7            | 3            | 9            | 29           | 29           | 35     | 14     | 10     | 11     | 55     | 48     | +7 |

### Andamento in campionato
| Giornata  | 1  | 2  | 3  | 4  | 5  | 6  | 7  | 8  | 9  | 10 | 11 | 12 | 13 | 14 | 15 | 16 | 17 | 18 | 19 | 20 | 21 | 22 | 23 | 24 | 25 | 26 | 27 | 28 | 29 | 30 |
| --------- | -- | -- | -- | -- | -- | -- | -- | -- | -- | -- | -- | -- | -- | -- | -- | -- | -- | -- | -- | -- | -- | -- | -- | -- | -- | -- | -- | -- | -- | -- |
| Luogo     | C  | T  | C  | T  | T  | C  | T  | C  | T  | C  | C  | T  | C  | T  | C  | T  | C  | T  | C  | T  | C  | T  | C  | T  | C  | T  | C  | T  | C  | T  |
| Risultato | P  | P  | V  | P  | P  | V  | N  | N  | P  | V  | N  | P  | N  | V  | N  | P  | N  | P  | N  | P  | V  | N  | V  | V  | P  | N  | N  | V  | V  | V  |
| Posizione | 11 | 14 | 12 | 14 | 16 | 14 | 13 | 14 | 14 | 13 | 14 | 15 | 14 | 13 | 13 | 14 | 14 | 14 | 14 | 14 | 14 | 13 | 12 | 11 | 12 | 12 | 12 | 11 | 10 | 10 |

Fonte:  Eliteserien 2017, su altomfotball.no, Altomfotball.
Legenda:

Luogo: C = Casa; T = Trasferta. Risultato: V = Vittoria; N = Pareggio; P = Sconfitta.

### Statistiche dei giocatori
| Giocatore        | Eliteserien | Eliteserien | Eliteserien | Eliteserien | Norgesmesterskapet | Norgesmesterskapet | Norgesmesterskapet | Norgesmesterskapet | Coppe europee | Coppe europee | Coppe europee | Coppe europee | Altre coppe | Altre coppe | Altre coppe | Altre coppe | Totale   | Totale | Totale      | Totale     |
| Giocatore        | Presenze    | Reti        | Ammonizioni | Espulsioni  | Presenze           | Reti               | Ammonizioni        | Espulsioni         | Presenze      | Reti          | Ammonizioni   | Espulsioni    | Presenze    | Reti        | Ammonizioni | Espulsioni  | Presenze | Reti   | Ammonizioni | Espulsioni |
| ---------------- | ----------- | ----------- | ----------- | ----------- | ------------------ | ------------------ | ------------------ | ------------------ | ------------- | ------------- | ------------- | ------------- | ----------- | ----------- | ----------- | ----------- | -------- | ------ | ----------- | ---------- |
| C. Aasbak        | 24          | 1           | 1           | 0           | 5                  | 0                  | 0                  | 0                  |               |               |               |               |             |             |             |             | 29       | 1      | 1           | 0          |
| D. Bamba         | 22          | 7           | 4           | 0           | 3                  | 1                  | 0                  | 0                  |               |               |               |               |             |             |             |             | 25       | 8      | 4           | 0          |
| N. Baranov       | 26          | 0           | 4           | 0           | 3                  | 0                  | 0                  | 0                  |               |               |               |               |             |             |             |             | 29       | 0      | 4           | 0          |
| J. Bjerkås       | 8           | 0           | 2           | 0           | 3                  | 0                  | 0                  | 0                  |               |               |               |               |             |             |             |             | 11       | 0      | 2           | 0          |
| Å. Bruseth       | 0           | 0           | 0           | 0           | 0                  | 0                  | 0                  | 0                  |               |               |               |               |             |             |             |             | 0        | 0      | 0           | 0          |
| A. Coly          | 24          | 0           | 3           | 1           | 2                  | 0                  | 1                  | 0                  |               |               |               |               |             |             |             |             | 26       | 0      | 4           | 1          |
| A. Diop          | 6           | 0           | 0           | 1           | 1                  | 0                  | 0                  | 0                  |               |               |               |               |             |             |             |             | 7        | 0      | 0           | 1          |
| T. Ekpe          | 6           | 0           | 0           | 0           | 1                  | 0                  | 0                  | 0                  |               |               |               |               |             |             |             |             | 7        | 0      | 0           | 0          |
| H. Gjesdal       | 8           | 0           | 0           | 0           | 1                  | 0                  | 0                  | 0                  |               |               |               |               |             |             |             |             | 9        | 0      | 0           | 0          |
| A. Hopmark       | 27          | 0           | 2           | 0           | 4                  | 1                  | 0                  | 0                  |               |               |               |               |             |             |             |             | 31       | 1      | 2           | 0          |
| M. Hoseth        | 3           | 0           | 0           | 0           | -                  | -                  | -                  | -                  |               |               |               |               |             |             |             |             | 3        | 0      | 0           | 0          |
| J. Isaksen       | 2           | 0           | 0           | 0           | 1                  | 0                  | 0                  | 0                  |               |               |               |               |             |             |             |             | 3        | 0      | 0           | 0          |
| L. Kalludra      | 22          | 1           | 2           | 0           | 4                  | 1                  | 2                  | 0                  |               |               |               |               |             |             |             |             | 26       | 2      | 4           | 0          |
| A. Knezović      | 1           | -2          | 0           | 0           | 1                  | -2                 | 0                  | 0                  |               |               |               |               |             |             |             |             | 2        | -4     | 0           | 0          |
| S. Koksvik       | 0           | 0           | 0           | 0           | 0                  | 0                  | 0                  | 0                  |               |               |               |               |             |             |             |             | 0        | 0      | 0           | 0          |
| R. Lekaj         | 2           | 0           | 0           | 0           | 2                  | 2                  | 0                  | 0                  |               |               |               |               |             |             |             |             | 4        | 2      | 0           | 0          |
| C. Månsson       | 1           | -5          | 0           | 0           | 2                  | -0                 | 0                  | 0                  |               |               |               |               |             |             |             |             | 3        | -5     | 0           | 0          |
| S. McDermott     | 28          | -39         | 2           | 0           | 2                  | -0                 | 0                  | 0                  |               |               |               |               |             |             |             |             | 30       | -39    | 2           | 0          |
| J. Mendy         | 22          | 9           | 0           | 0           | 5                  | 2                  | 0                  | 0                  |               |               |               |               |             |             |             |             | 27       | 11     | 0           | 0          |
| O. Nerland       | 0           | 0           | 0           | 0           | 0                  | 0                  | 0                  | 0                  |               |               |               |               |             |             |             |             | 0        | 0      | 0           | 0          |
| O. Øby           | 8           | 0           | 1           | 0           | 1                  | 0                  | 0                  | 0                  |               |               |               |               |             |             |             |             | 9        | 0      | 1           | 0          |
| S. Økland        | 13          | 2           | 0           | 0           | 4                  | 0                  | 0                  | 0                  |               |               |               |               |             |             |             |             | 17       | 2      | 0           | 0          |
| T. Øwre Gjertsen | 12          | 8           | 1           | 0           | 1                  | 0                  | 0                  | 0                  |               |               |               |               |             |             |             |             | 13       | 8      | 1           | 0          |
| K. Qaka          | 12          | 0           | 1           | 0           | 4                  | 1                  | 0                  | 0                  |               |               |               |               |             |             |             |             | 16       | 1      | 1           | 0          |
| A. Rødsand       | 1           | 0           | 0           | 0           | 0                  | 0                  | 0                  | 0                  |               |               |               |               |             |             |             |             | 1        | 0      | 0           | 0          |
| J. Rønningen     | 28          | 2           | 0           | 0           | 4                  | 2                  | 0                  | 0                  |               |               |               |               |             |             |             |             | 32       | 4      | 0           | 0          |
| E. Sivertsen     | 2           | 0           | 0           | 0           | 0                  | 0                  | 0                  | 0                  |               |               |               |               |             |             |             |             | 2        | 0      | 0           | 0          |
| S. Sørli         | 23          | 3           | 3           | 0           | 3                  | 0                  | 0                  | 0                  |               |               |               |               |             |             |             |             | 26       | 3      | 3           | 0          |
| B. Stokke        | 30          | 10          | 1           | 0           | 5                  | 2                  | 1                  | 0                  |               |               |               |               |             |             |             |             | 35       | 12     | 2           | 0          |
| T. Torske        | 4           | 0           | 0           | 0           | 3                  | 0                  | 0                  | 0                  |               |               |               |               |             |             |             |             | 7        | 0      | 0           | 0          |
| D. Ulvestad      | 27          | 0           | 0           | 0           | 4                  | 0                  | 0                  | 0                  |               |               |               |               |             |             |             |             | 31       | 0      | 0           | 0          |
| P. Ulvestad      | 24          | 0           | 3           | 0           | 2                  | 0                  | 0                  | 0                  |               |               |               |               |             |             |             |             | 26       | 0      | 3           | 0          |